# 果敢 (二胡奏者)
果 敢（グオ・ガン、1968年11月15日 - ）は、中国の二胡演奏家、作曲家、打楽器奏者。瀋陽市出身。

## 来歴
二胡奏者の父（果俊明）の下に生まれる。果敢は4歳の時に父親から二胡を学び始め、瀋陽音楽院を卒業した。2001年にフランスに留学した。大学およびフランス留学時代には打楽器を学ぶ。日本のバンドであるT-SQUAREやカシオペアを愛好し、その影響で自らもバンドを結成した。
2016年にフランスの芸術文化勲章を受賞した。
同年4月に初の日本公演（東京および大阪）を開く。同年11月には東京のサントリーホールで開かれた古箏と二胡による音楽会「穿越日本」に古箏奏者の鄒倫倫とともに参加した。鄒倫倫とは中学校（日本での中学校及び高等学校）の同窓で、ともに瀋陽音楽学院で学んだ間柄だった。
2024年，彼と「デュプレッシー＆ワールド・ストリングス」公演は、9月15日（日）の名古屋公演を皮切りに、全国9都市10公演を開催いたします。